# Потенжи
Потенжи (порт. Potengi) — муниципалитет в Бразилии, входит в штат Сеара. Составная часть мезорегиона Юг штата Сеара. Входит в экономико-статистический микрорегион Шапада-ду-Арарипи. Население составляет 9870 человек на 2006 год. Занимает площадь 338,723 км². Плотность населения — 29,1 чел./км².

## Статистика
- Валовой внутренний продукт на 2003 составляет 16.430.071,00 реалов (данные: Бразильский институт географии и статистики).
- Валовой внутренний продукт на душу населения на 2003 составляет 1.723,31 реалов (данные: Бразильский институт географии и статистики).
- Индекс развития человеческого потенциала на 2000 составляет 0,596 (данные: Программа развития ООН).